# Viola Hahn
Viola Hahn (* 4. Mai 1956 in Gera) ist eine parteilose deutsche Kommunalpolitikerin und war von 2012 bis 2018 Oberbürgermeisterin der Stadt Gera.

## Leben
Viola Hahn absolvierte ihr Abitur am heutigen Rutheneum in Gera und studierte in Leipzig Wirtschaftswissenschaften.
Ab 1978 arbeitete sie in Gera im Rechenzentrum der Landwirtschaft, später im Bereich Betriebswirtschaft beim Fachorgan Land- und Nahrungsgüterwirtschaft beim Rat des Bezirkes. Nach der Wende arbeitete sie bei einer Steuerberatungsgesellschaft, ab Oktober 1990 im Finanzamt Gera als Hauptgebietsleiterin Körperschaftssteuer, später als ständige Vertreterin des Vorstehers. Von 1993 bis 2002 leitete sie als Vorsteherin das Finanzamt in Greiz, danach bis September 2008 das Finanzamt in Jena und ab Oktober 2008 das Finanzamt in Gera.
Zur Oberbürgermeisterwahl 2012 in Gera trat Hahn als unabhängige Einzelkandidatin an, unterstützt von CDU, FDP und der Wählervereinigung Arbeit für Gera. Im ersten Wahlgang am 22. April 2012 erhielt Hahn 47,6 % der Wählerstimmen, bei der folgenden Stichwahl am 6. Mai 2012 konnte sie sich mit 59,7 % zu 40,3 % der Wählerstimmen gegen den bisherigen Amtsinhaber Norbert Vornehm durchsetzen. Am 1. Juli 2012 begann ihre sechsjährige Amtszeit. Bei der Kommunalwahl am 15. April 2018 kandidierte sie erneut, landete aber mit 20,6 % der abgegebenen Stimmen nur auf dem dritten Platz und verfehlte so den Einzug in die notwendig gewordene Stichwahl. Dort setzte sich der parteilose Julian Vonarb gegen Dieter Laudenbach von der AfD durch. Nach dem Ende ihrer Amtszeit wurde Hahn zur Leiterin der Abteilung Bezüge in der Thüringer Landesfinanzdirektion mit der Amtsbezeichnung einer Leitenden Regierungsdirektorin ernannt.

## Familie
Viola Hahn ist seit 1977 verheiratet, hat einen Sohn und eine Enkeltochter.